# Proton Savvy
La Proton Savvy est une petite automobile à hayon lancée en juin 2005 par le constructeur malaisien Proton pour succéder à la Proton Tiara. Elle est équipée d'un « moteur D » Renault (comme la Renault Twingo). 
La seconde génération de la Proton Saga, lancée en janvier 2008, est basée sur le châssis de la Savvy, légèrement allongé pour supporter la carrosserie d'une berline.